# Южноафриканско-японские отношения
Южноафриканско-японские отношения — двусторонние дипломатические отношения между ЮАР и Японией, установленные в 1937 году, разорванные в 1941 году и восстановленные в 1961 году. Несмотря на режим апартеида отношения двух стран в 1950-е — 1980-е годы были дружескими, а ныне ЮАР является главным торговым партнером Японии в Африке, а также основным получателем японских прямых инвестиций в Африке.

## История
Дипломатические отношения двух стран были установлены в 1937 году, когда было открыто японское посольство в Претории. Южноафриканский союз (в то время часть Британской империи) стал третьим африканским государством (после Египта и Эфиопии), с которым Токио установил дипломатические отношения. В довоенный период Южная Африка поставляла в Японию шерсть. В декабре 1941 года после вступления Токио во Вторую мировую войну Южноафриканский союз разорвал с Японией дипломатические отношения и объявил ей войну. Тем не менее, обе страны очень нуждались друг в друге, прежде всего в экономическом сотрудничестве. Уже в 1952 году открылось японское консульство в Претории (при этом дипломатические отношения были восстановлены лишь в 1961 году). В 1962 году в Японии открылось первое консульство ЮАР, а в 1964 году в ЮАР заработало второе японское консульство (в Кейптауне). Двусторонний товарооборот в конце 1950-х — 1960-е годы рос очень быстро. С 1957 по 1967 годы экспорт Японии в ЮАР вырос с 50 млн долларов до 157 млн долларов, а импорт в Японию из ЮАР увеличился с 34 млн долларов до 267 млн долларов.
Тесные двусторонние отношения не могла испортить даже политика апартеида, проводимая южноафриканскими властями, так как японцы (в отличие от китайцев) получили в ЮАР статус «почетных белых» («honorary whites»). В свою очередь Япония старалась не поднимать вопрос об апартеиде. В 1962 году японская делегация голосовала против принятия резолюции Генеральной ассамблеи ООН № 1761 об осуждении режима апартеида, а в 1973 году Япония воздержалась при голосовании по резолюции № 3068, признавшей апартеид преступлением против человечества. В 1990 году Японию посетил Н. Мандела, но несмотря на теплый прием, его просьба о финансовой помощи была отвергнута. Осторожная политика Токио принесла свои плоды — в конце 1980-х годов Япония стала главным торговым партнером ЮАР, а ЮАР — главным торговым партнером Японии в Африке.
После падения режима апартеида двусторонние отношения остаются дружественными. В 1993 году была учреждена Токийская международная конференция по вопросам развития Африки (ТИКАД), которая проводится 1 раз в 5 лет, организаторами которой стали правительство Японии, Программа развития ООН и Офис специального советника ООН по Африке (с 2013 года также Всемирный банк и Африканский Союз), в 1994 году японские власти выделили средства на проведение свободных выборов в ЮАР. В 2002 году ЮАР посетил японский премьер-министр Д. Коидзуми. Президент ЮАР Т. Мбеки посещал Японию 4 раза — в 2000, 2001, 2003 и 2008 годах.

## Экономическое сотрудничество
ЮАР остается важнейшим торговым партнером Японии, а также основным получателем японских инвестиций. В 2014 году экспорт из ЮАР в Японию — 5724 млн долларов (34 % японского экспорта из Африки), японский импорт в ЮАР — 3259 млн долларов (31 % японского импорта в Африку).
ЮАР — основной получатель японских инвестиций на Африканском континенте. На конец 2014 года накопленные японские прямые инвестиции в Африке составили 10467 млн долларов, из которых на ЮАР пришлось 7702 млн долларов(74 %).